# Александровский сельсовет (Саракташский район)
Александровский сельсовет — сельское поселение в Саракташском районе Оренбургской области Российской Федерации.
Административный центр — село Вторая Александровка.

## История
Статус и границы сельского поселения установлены Законом Оренбургской области от 2 сентября 2004 года № 1424/211-III-ОЗ «О наделении муниципальных образований Оренбургской области статусом муниципального района, городского округа, городского поселения, установлении и изменении границ муниципальных образований»

## Население
| 2010 | 2012 | 2013 | 2014 | 2015 | 2016 | 2017 |
| ---- | ---- | ---- | ---- | ---- | ---- | ---- |
| 537  | ↘523 | ↗526 | ↗532 | ↘529 | ↘525 | ↘501 |
| 2018 | 2019 | 2020 | 2021 |      |      |      |
| ↘488 | ↘479 | ↘459 | ↘442 |      |      |      |

## Состав сельского поселения
| № | Населённый пункт     | Тип населённого пункта       | Население |
| - | -------------------- | ---------------------------- | --------- |
| 1 | Вторая Александровка | село, административный центр | 479       |
| 2 | Свиногорка           | деревня                      | 58        |